# Перехват (телеигра)
«Перехват» — игровое экстремальное телешоу на НТВ. 
Ведущий проекта — Николай Фоменко.

## Правила игры
В игре участвуют два участника — «угонщика», каждый в своей машине. С ними присутствуют помощники — «штурманы». Каждая машина укомплектована радиопоисковым маяком Lo Jack. Цель угонщиков — не быть задержанными как можно большее время. Против них выступают «охотники» — 6 машин Ford Crown Victoria Police Interceptor специального батальона ДПС под руководством командира. Погоня происходит на улицах Москвы. Угонщики вправе использовать любые средства для того, чтобы скрыться от преследования. Единственное ограничение — нельзя нарушать правила дорожного движения, в противном случае угонщик обязан остановиться на 60 секунд.
Угонщики стартуют в заранее неизвестных местах города. «Охотники» могут начинать преследование сразу же. Если угонщик не задержан в течение 30 минут, он может остановить игру и перейти в следующую программу с третью автомобиля. Если он продержится ещё 5 минут, он выигрывает целый автомобиль. О своём решении угонщик должен сообщить на 28 минуте угона.
Во втором сезоне игры угонщики стартовали с практически пустым бензобаком. Участникам предоставлялась возможность забрать приготовленную для них канистру бензина в условленном месте, либо они могли достать бензин любым другим способом. Также угонщики могут взять рацию для подслушивания переговоров охотников.
Ведущий комментирует все разворачивающиеся события из студии, где находятся болельщики, связываясь по очереди с угонщиками и командиром «охотников».

## Место съёмок
- Первые 12 выпусков вещание шло из студии — гаража. В центре студии — зрительный зал, зрителями являются обычные люди и ГАИшники отдельного батальона ДПС. В центре сцены — постамент для ведущего, позади него — большой экран, где зрителям показываются интересные моменты гонки, иногда сопровождаемые комментариями Фоменко. Справа от Николая — передвижная телевизионная станция, откуда и ведётся основное управление процессом угона. Слева — автобус с зашторенными окнами, откуда командиром Охотников ведётся управление процессом захвата. Ведущий одет в неброскую одежду.
- Последние 2 выпуска шли из обновлённой студии — зрители теперь сидят на строительных лесах по краям сцены, сцена представляет собой квадратную карту Москвы по периметру расположены 6 мониторов, на которых показываются кадры из машин Охотников. Сотрудница ГАИ в зале отмечает ситуацию с погоней прямо на сцене. На заднике расположен большой монитор как и в предыдущей студии по бокам стоят две машины ДПС в одной из которой сидит командир Охотников и его помощник, руководящих процессом. Ведущий сменил неброскую одежду на жёлтый пиджак, красные штаны, зелёную рубашку, разноцветный галстук и зелёную шляпу, которую он выкидывает в начале эфира, а поведение сменилось на несколько клоунское.

## Факты
- Все съёмки программы проходили в дни плановых учений ГАИ.
- В программе неоднократно принимали участие звезды шоу-бизнеса в частности, Дмитрий Певцов, Максим Покровский, Аркадий Укупник, Ирина Салтыкова, Алёна Апина. Наибольшее количество проблем доставил охотникам мастер спорта по автогонкам Владислав Барковский. После того, как он заехал на велотрек в Крылатское, где ни одна машина «охотников» не смогла его поймать на перехват выехал командир батальона майор Л. Д. Амельченко.
- Перехват — первое российское шоу, проданное по лицензии за рубеж.
- По словам Дэвида Гамбурга в интервью «Комсомольской правде», один из руководителей ГАИ столицы, выступая на телевидении, заявил о том, что с выходом передачи резко упал процент попыток угона.
- В одном из выпусков участвовал настоящий угонщик.
- По словам одного из участников, Андрея Чижова[3], съёмки проходили на «Мосфильме», а подводки Фоменко и ответы участника снимались отдельно друг от друга[3]